# Duchi di Brabante
Duca di Brabante è il titolo utilizzato dagli eredi al trono del Belgio. L'attuale duchessa di Brabante, la principessa Elisabetta del Belgio, è la prima donna nel Belgio moderno a detenere il titolo per proprio diritto. Dal 1183 al 1794, il titolo indicava la sovranità sul Ducato di Brabante, stato appartenente al Sacro Romano Impero.

## Storia
Il Ducato del Brabante fu istituito formalmente nel 1183-1184. Il titolo di Duca del Brabante fu creato dall'imperatore Federico Barbarossa, in favore di Enrico I di Brabante, figlio di Goffredo III di Lovanio, duca della Bassa Lotaringia. Il Ducato del Brabante fu un'elevazione feudale del già esistente titolo di Langravio del Brabante. A partire dal 1288, i Duchi del Brabante divennero anche Duchi di Limburgo.
Sebbene la contea corrispondente fosse abbastanza piccola (limitata al territorio tra i fiumi Dendre e Senne, situati a ovest di Bruxelles) il suo nome venne applicato all'intero territorio sotto il controllo dei Duchi, a partire dal XIII secolo. Nel 1190, dopo la morte di Goffredo III, Enrico I di Brabante divenne anche Duca della Bassa Lotaringia, un titolo praticamente senza autorità territoriale. Secondo il protocollo, tutti i suoi successori vennero quindi chiamati Duchi del Brabante e della Bassa Lotaringia. Dopo la battaglia di Worringen nel 1288, i Duchi del Brabante acquisirono anche il Ducato del Limburgo.
Nel 1356 Giovanna (figlia primogenita del duca Giovanni il Trionfante, appena morto senza eredi maschi), dovendo contendere la successione con la sorella minore Margherita, fu costretta a patteggiare l'appoggio di nobiltà, clero e città contro la concessione di una 'carta delle libertà' che prese il nome di Joyeuse Entrée, in quanto concessa in occasione del suo ingresso trionfale in Bruxelles.
Nel 1406, alla morte di Giovanna I, i Ducati di Lotaringia, Brabante e Limburgo, passarono agli eredi di Margherita, alla casa di Borgogna (la terza dinastia), e, nel 1430, furono ereditati da Filippo il Buono di Borgogna. Nel 1477 i titoli passarono agli Asburgo come dote di Maria di Borgogna. La successiva storia del Brabante è parte della storia dei Paesi Bassi (Diciassette Province).
La guerra degli ottant'anni (1568 - 1648) portò le province settentrionali all'indipendenza dagli Asburgo. Dopo la pace di Vestfalia del 1648, l'indipendenza de jure delle Province Unite venne confermata e la parte settentrionale del Brabante, che era già sotto il controllo militare olandese, venne ceduta alle Province Unite come Staats-Brabant, un territorio governato federalmente (l'attuale Nord Brabante). La parte meridionale rimase in mano agli Asburgo come parte dei Paesi Bassi cattolici e venne trasferita al ramo austriaco della famiglia nel 1714. Durante l'occupazione francese dei Paesi Bassi meridionali, nel 1795, il Ducato del Brabante venne dissolto. Il territorio fu riorganizzato nei dipartimenti di Deux-Nèthes (l'attuale provincia di Anversa) e Dyle (la futura provincia del Brabante).
Il titolo di Duca di Brabante fu ripristinato nel 1840 come titolo onorifico per il principe ereditario del Regno del Belgio appena creato.

## Predecessori dei Duchi del Brabante

### Conti di Lovanio e di Bruxelles

Stemma dei conti di Lovanio

- 988-1015: Lamberto I, (950 † 1015), figlio di Reginaldo III, conte di Hainaut, conte di Lovanio nel 988, ricevette la contea di Bruxelles nel 994. Sposò nel 994 Gerberga, figlia di Carlo, duca di Bassa Lorena
- 1015-1038: Enrico I, († 1038), figlio del precedente
- 1038-1040: Ottone di Lovanio, morto prima del 3 giugno 1041, figlio del precedente
- 1040-1054: Lamberto II di Lovanio († 1054), zio del precedente e figlio di Lamberto I. Sposò Oda di Verdun (ca.995 † dopo 1047), figlia di Gothelo I, duca di Bassa Lorena e di Alta Lorena
- 1054-1079: Enrico II di Lovanio (1020 † 1079), figlio del precedente. Sposò Adele d'origine sconosciuta.
- 1079-1095: Enrico III di Lovanio († 1095), figlio del precedente e langravio del Brabante nel 1085. Sposò Gertrude delle Fiandre (1080 † 1117), figlia di Roberto I il Frisone, conte delle Fiandre, e di Gertrude di Sassonia.

Questo feudo imperiale venne assegnato al conte Enrico III di Lovanio attorno al 1085/1086, più precisamente dopo la morte del conte palatino Ermanno II di Lotaringia (20 settembre 1085).

## Duchi del Brabante

Duchi di Brabante

### Langravi del Brabante, conti di Lovanio e Bruxelles
- 1095-1139: Goffredo I, fratello del precedente, langravio del Brabante, conte di Lovanio e Bruxelles e Duca della Bassa Lorena (Lotaringia) dal 1106 al 1125. Sposò nel 1099 Ida di Chiny (1078 † 1117), figlia del conte, Ottone II di Chiny, e d'Adelaide di Namur. Sposò poi verso il 1120 Clemenza di Borgogna (ca. 1070 † 1133), figlia di Guglielmo I, conte di Borgogna, e di Stefania di Vienne.

Nota: dopo Goffredo I, il titolo di conte di Bruxelles non comparve più nel protocollo diplomatico (ultima attestazione del 1138).
- 1139-1142: Goffredo II (1107 † 1142), figlio del precedente, Duca della Bassa Lorena (Lotaringia) dal 1140 al 1142. Sposò verso il 1139 à Liutgarda di Soulzbach (1109 † 1163), figlia di Berengario II, conte di Soulzbach et signore di Bamberga, e d'Adelaide di Lechsgemünd.
- 1143-1190: Goffredo III (1140 † 1190), figlio del precedente, Duca della Bassa Lorena (Lotaringia) dal 1142 al 1190. Sposò nel 1155 Margherita di Limburgo (1135 † 1172), figlia d'Enrico II, conte di Limburgo, e di Matilde di Saffenberg, e nel 1180 Imagina di Looz († 1214), figlia di Luigi I, conte di Looz e d'Agnese di Metz.

### Duchi del Brabante e di Lorena

Duchi di Brabante e di Limburgo

- 1183-1235: Enrico I (1165 † 1235), figlio del precedente, conte di Bruxelles nel 1179, duca di Brabante nel 1183, conte di Lovanio e Duca della Bassa Lorena (Lotaringia) dal 1190. Sposò nel 1179 Matilde di Boulogne (1170 † 1210), figlia di Matteo di Lorena e di Maria di Boulogne, conte e contessa di Boulogne, e nel 1213 Maria di Francia (ca. 1198-1224), figlia di Filippo II Augusto, re di Francia, e di Agnese di Merania.
- 1235-1248: Enrico II (1207 † 1248), figlio del precedente . Sposò prima del 1215 Maria di Hohenstaufen (1201 † 1235), figlia di Filippo di Svevia, re dei Romani e d'Irene Angelo e verso il 1240 Sofia di Turingia (1224 † 1275), figlia di Ludovico IV, langravio di Turingia, e d'Elisabetta d'Ungheria
- 1248-1261: Enrico III († 1261), figlio del precedente. Sposò nel 1251 Adelaide di Borgogna (1233 † 1273), figlia d'Ugo IV, duca di Borgogna, e di Yolanda di Dreux (1212-1248)
- 1261-1267: Enrico IV (1251 † ca.1272), figlio del precedente

### Duchi di Brabante, di Lorena e di Limburgo

Duchi del Brabante della Casa di Borgogna

- 1268-1294: Giovanni I il vittorioso (1253 † 1294), secondo figlio di Enrico III. Sposò nel 1269 Margherita di Francia (1255 † 1272), figlia di San Luigi IX, re di Francia e di Margherita di Provenza, e nel 1273 Margherita de Dampierre (1251 † 1285), figlia di Guido di Dampierre, conte delle Fiandre e di Matilde di Béthune. Nel 1288, conquistò il ducato di Limburgo.
- 1294-1312: Giovanni II il pacifico (1275 † 1312), sposò nel 1290 Margherita d'Inghilterra (1275 † 1333), figlia d'Edoardo I, re d'Inghilterra e d'Eleonora di Castiglia
- 1312-1355: Giovanni III il trionfante (1300 † 1355), figlio del precedente; sposò nel 1311 Maria d'Evreux († 1335), figlia di Luigi d'Évreux, conte d'Évreux e di Margherita d'Artois.
- 1355-1406: Giovanna di Brabante, figlia del precedente. Sposò nel 1334 Guglielmo II d'Avesnes (1307 † 1345), conte di Hainaut e d'Olanda e nel 1352 Venceslao I di Lussemburgo (1337 † 1383), conte di Lussemburgo.

Dopo la morte di Venceslao, ella designò come sua erede la nipote (la figlia di sua sorella, Margherita), Margherita di Male (1350 † 1405), contessa delle Flandre e il di lei marito, Filippo l'Ardito (1342 † 1404), duca di Borgogna. Alla loro morte, rispettivamente nel 1405 e nel 1404, il loro diritto passò al loro secondo figlio, Antonio, conte di Rethel.
- 1406-1415: Antonio (1384 † 1415). Sposò nel 1402 Giovanna di Lussemburgo († 1407), figlia di Valerano III di Lussemburgo-Ligny, conte di Saint-Pol e di Ligny, e di Maud Holland, e nel 1409 Elisabetta di Görlitz (1390 † 1451) duchessa di Lussemburgo
- 1415-1427: Giovanni IV (1403 † 1427), figlio del precedente. Sposò nel 1418 Giacomina di Wittelsbach o di Baviera (1401 † 1436), contessa d'Olanda, Hainaut e di Zelanda.
- 1427-1430: Filippo di Saint-Pol (1404 † 1430), fratello del precedente.
- 1430-1467: Filippo il Buono, duca di Borgogna, figlio di Giovanni Senza Paura, duca di Borgogna, figlio di Filippo l'Ardito
- 1467-1477: Carlo il Temerario, duca di Borgogna, figlio del precedente
- 1477-1482: Maria di Borgogna, figlia del precedente
- 1482-1494: reggenza di Massimiliano d'Asburgo, marito della precedente.
- 1494-1506: Filippo il Bello, figlio del precedente
- 1506-1549: Carlo V, figlio del precedente

Il Brabante fu incorporato nei Paesi Bassi spagnoli, a seguito della guerra degli ottant'anni la parte settentrionale sarebbe finita sotto il controllo della Repubblica delle Sette Province Unite (corrispondente ai moderni Paesi Bassi), mentre la parte centro-meridionale, rimasta inizialmente sotto il controllo spagnolo, sarebbe poi confluita nei Paesi Bassi austriaci, corrispondenti pressappoco al moderno Belgio.

## Ripristino del titolo nella tradizione contemporanea

### Casato di Sassonia-Coburgo e Gotha

Stemma di Elisabetta del Belgio, duchessa di Brabante

A partire dalla proclamazione del Regno del Belgio, il titolo di Duca di Brabante spetta al figlio del Re, principe ereditario:
- 1840-1865: Leopoldo (1835-1909), principe ereditario del Belgio, principe di Sassonia-Coburgo e Gotha, duca di Sassonia e duca di Brabante. Leopoldo II, re dei Belgi (1865-1909), re del Congo (1885-1909); figlio del re Leopoldo I
- 1865-1869: Leopoldo (1859-1869), principe ereditario del Belgio, principe di Sassonia-Coburgo e Gotha, duca di Sassonia, conte di Hainaut (1859-1865), poi duca di Brabante (1865-1869); figlio del re Leopoldo II
- 1910-1934: Leopoldo (1901-1983), principe del Belgio, poi principe ereditario e duca di Brabante (1910-1934). Leopoldo III, re dei Belgi (1934-1951); figlio del re Alberto I
- 1934-1951: Baldovino (1930-1993), principe del Belgio e conte di Hainaut (1930-1934), poi principe ereditario e duca di Brabante (1934-1951). Baldovino I, re dei Belgi (1951-1993); figlio del re Leopoldo III
- 1993-2013: Filippo (1960), principe del Belgio, poi principe ereditario e duca di Brabante (1993-2013). Filippo, re dei Belgi (2013-in carica); figlio del re Alberto II
- 2013-in carica: Elisabetta (2001), principessa del Belgio, poi principessa ereditaria e duchessa di Brabante (2013-in carica); figlia del re Filippo

In contrasto con il titolo di re Filippo, Re dei Belgi, la principessa della corona, la principessa Elisabetta è chiamata Principessa del Belgio, e non Principessa dei Belgi, un titolo che non esiste. Ella è anche Duchessa di Brabante, il titolo tradizionale dell'erede al trono del Belgio. Questo titolo precede il titolo Principe(ssa) del Belgio.

#### Legislazione
L'articolo 1, alinea 2, del Decreto Reale del 16 dicembre 1840 dice, poiché emendamento del 2001: «Il titolo di Duca di Brabante o di Duchessa di Brabante sarà investito, in futuro, dal Principe o la Principessa, figlio o figlia maggiore del Re, e, se manca, dal Principe o dalla Principessa, figlio o figlia maggiore del figlio o della figlia maggiore del Re».

### Casato di Borbone di Spagna
- Juan Carlos I, re di Spagna
- Filippo VI, re di Spagna

Il titolo Duca di Brabante è uno dei titoli della corona spagnola.